# گردی، نیومکزیکو
گردی (به انگلیسی: Grady) یک روستا (ایالات متحده آمریکا) در ایالات متحده آمریکا است که در شهرستان کری، نیومکزیکو واقع شده‌است.
 گردی ۰٫۶۹ کیلومتر مربع مساحت و ۱۰۷ نفر جمعیت دارد و ۱٬۴۰۲ متر بالاتر از سطح دریا واقع شده‌است.